# Kokota

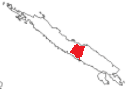
Přibližné rozšíření jazyka kokota na ostrově Santa Isabel

Kokota je austronéský jazyk, kterým mluví asi 500–1200 lidí. Mluví se jím na Šalomounových ostrovech na ostrově Santa Isabel, hlavně ve třech vesnicích (Goveo, Sisiga a Hurepelo). Lidé tímto jazykem mluví mezi sebou, ale postupně ho nahrazuje jazyk Čeke Holo, který tento jazyk též ovlivňuje.

## Abeceda
| Velká písmena | A | B | C | D | E | F | G | Ḡ | H | I | J | K | L | M | N | N̄ | O | P | Q | R | S | T | U | V | W | X | Y | Z |
| Malá písmena  | a | b | c | d | e | f | g | ḡ | h | i | j | k | l | m | n | n̄ | o | p | q | r | s | t | u | v | w | x | y | z |

Písmeno Ḡ se vyslovuje jako znělá velární frikativa (ɣ)
Písmeno N̄ se vyslovuje jako velární nazála (ŋ)

## Ukázka kokoty

### Číslovky v jazyce kokota
| 1 2 3 4 5 6 7 8 9 | kaike palu tilo fnoto ḡaha nablo fitu hana nheva | 10 20 30 40 50 60 70 80 90 | naboto varedake tulufulu palututu limafulu tilotutu fitusalai hanasalai nhevasalai | 100 1000 | ḡobi toga |

### Různé věty v jazyce kokota
- On je rozdílný. - Manei e beha n̄hen̄he.
- Pak si šli muži hledat práci - Tana aḡe ira mane ta zuke leba.
- Tak jsem byl na americké lodi. - Ḡ-e-la ara-hi ka vaka kabani-na amerika.